# Mersa Gavasis
Mersa Gavasis (staroegipčansko Saww) je majhno egiptovsko in starogipčansko pristanišče  ob Rdečem morju. Pristanišče je ob ustju Vadija Gavasis, 2 km južno od ustja Vadija Gasus in 25 km severno od ustja vadija  al-Qusair.
V Starem Egiptu se je Mersa Gavasis  kot pristanišče uporabljal od Senusreta I. do Amenemheta IV. iz Dvanajste dinastije. Služil je kot izhodišče za odprave v Deželo Punt in rudarske odprave na Sinaj.

## Etimologija
Mersa pomeni pristanišče, gawasis pa je srednjeveški izraz za izvidniško ladjo.

## Zgodovina raziskav
Ko so v Vadi Gavasu odkrili stelo iz Dvanajaste dinastije, na kateri je bilo omenjeno bližnje pristanišče Sawwwas, so arheologi z Aleksandrijske univerze pod vodstvom Abdela Monem A.H. Sayeda začeli  leta 1976 raziskovati okolico grško-rimskega hydreuma (vodna postaja). Razen že odkrite stele, ki jo je v 28. letu svojega vladanja postavil faraon Amenemhet II. v spomin na srečno vrnitev odprave v Deželo Punt, niso odkrili nobenega drugega spomenika. Iz tega so sklepali, da so stelo v rimskem obdobju pripeljali iz pristanišča v vodno postajo. Raziskave so nadaljevali bolj proti vzhodu, vendar tudi tam niso odkrili nobenega spomenika iz faraonskega obdobja.
Dva kilometra južno od Mersa Gavasisa so odkrili majhno stelo s fragmenti kartuše Senusreta I. in geografskim imenom Bia-n-punt. 250 metrov zahodno od pristanišča so na severni strani Vadi Gavasisa odkrili majhno svetišče in naslove Anka, osebnega služabnika Senusreta I. V svetišču so odkrili tudi napis Saww (Sww), ki je potrdil lokacijo pristanišča Mersa Gavasis.
Dvesto metrov zahodno od svetišča so odkrili še eno majhno stelo, na kateri Senusret I. ukazuje svojemu vezirju Intefikerju, naj preskrbi ladjo za potovanje v Bia-Punt. 
Med izkopavanji leta 1977 so odkrili nekaj črepinj s hieratskimi popisi vsebine, porekla in destinacij posod. Na njih je bila tudi omemba templja Senusreta II., ime Punt in ime uradnika iz obdobja Senusreta III.
Najdbe so dokončno potrdile, da je Saww pomenil pristanišče Mersa Gavasis in da so se iz njega odpravljale in se vanj vračale odprave v Punt. Odkrili so tudi, da so ladje po vrnitvi razstavili in jih po delih prenesli na Nil. Približno 110 kg težka sidra, izdelana v Mersa Gavasisu, so po vrnitvi iz Punta pustili v pristanišču in jih uporabili za kaj drugega, na primer za podstavek stele.

## Vira
- Kathryn A. Bard. Harbor of the Pharaohs to the land of Punt. 2007. ISBN 978-88-95044-11-8.
- Abdel Monem A.H. Sayed. Wadi Gasus. V Kathryn A. Bard. Encyclopedia of the Archaeology of Ancient Egypt, 1999, str. 866–868.